# Liste der internationalen Organisationen in Genf
Die Schweizer Stadt Genf beherbergt über 100 internationale Organisationen, viele UN-Programme und Fonds sowie andere Organisationen.
Diese Listen sind unvollständig (ca. 2/3 fehlen)

## Internationale Organisationen
Gemäss Sitzstaatabkommen mit dem Gaststaat Schweiz:
- Vereinte Nationen (UNO) – Genf beherbergt das Büro der Vereinten Nationen in Genf (UNOG)
- Advisory Centre on WTO Law (ACWL)
- Sekretariat des Vertrags über den Waffenhandel (ATT)
- Europäische Organisation für Kernforschung (CERN)
- Europäische Freihandelsassoziation (EFTA)
- Gavi, die Impfallianz (GAVI)
- Global Community Engagement and Resilience Fund (GCERF)
- Drugs for Neglected Diseases Initiative (DNDi)
- Foundation for Innovativte New Diagnostics (FIND)
- Global Alliance for Improved Nutrition (GAIN)
- Geneva International Centre for Humanitarian Demining (GICHD)
- Globaler Fonds zur Bekämpfung von AIDS, Tuberkulose und Malaria (Global Fund)
- Cenre for Humanitarian Dialogue (HD Centre)
- Internationale Luftverkehrs-Vereinigung (IATA)
- Internationales Büro für Bildung (IBE)
- International Electrotechnical Commission (IEC)
- Internationale Zivilschutzorganisation (ICDO)
- Internationales Komitee vom Roten Kreuz (IKRK) und Internationale Föderation der Nationalen Rotkreuz- und Rothalbmondsgesellschaften (IFRK), siehe Internationale Rotkreuz- und Rothalbmond-Bewegung
- Internationale Arbeitsorganisation (ILO)
- Internationale Organisation für Migration (IOM)
- Interparlamentarische Union (IPU)
- Internationale Organisation für Normung (ISO)
- Internationales Handelszentrum (ITC)
- Internationale Fernmeldeunion (ITU)
- Medicines for Malaria Venture (MMV)
- Schieds- und Schlichtungsgericht der OSZE (OSCE Court)
- Südzenter (SC)
- Société Internationale de Télécommunication Aéronautique (SITA)
- Internationaler Verband zum Schutz von Pflanzenzüchtungen (UPOV)
- Weltwirtschaftsforum (WEF)
- Weltgesundheitsorganisation (WHO)
- Weltorganisation für geistiges Eigentum (WIPO)
- Weltorganisation für Meteorologie (WMO)
- Welthandelsorganisation (WTO)

## Sonstige Einrichtungen der Vereinten Nationen
Programme und Fonds der Vereinten Nationen mit Hauptsitz (H) oder Büros (B):
- Amt der Vereinten Nationen für die Koordinierung humanitärer Angelegenheiten (OCHA) - H
- Gemeinsames Programm der Vereinten Nationen zu HIV/AIDS (UNAIDS) - H
- Abrüstungskonferenz (UNCD) - H
- Konferenz der Vereinten Nationen für Handel und Entwicklung (UNCTAD) - H
- Entwicklungsprogramm der Vereinten Nationen (UNDP) - B
- Wirtschaftskommission für Europa der Vereinten Nationen (UNECE) - H
- Umweltprogramm der Vereinten Nationen (UNEP) - Regionalbüro Europa
- Organisation der Vereinten Nationen für Erziehung, Wissenschaft und Kultur (UNESCO) - B
- Bevölkerungsfond der Vereinten Nationen (UNFPA) - B
- Hoher Kommissar für Menschenrechte (UNHCHR) - H
- Hoher Flüchtlingskommissar der Vereinten Nationen (UNHCR) - H
- Kinderhilfswerk der Vereinten Nationen (UNICEF) - B
- Organisation der Vereinten Nationen für industrielle Entwicklung (UNIDO) - B
- UN-Institut für Abrüstungsforschung (UNIDIR) - H
- UN-Forschungsinstitut für soziale Entwicklung (UNRISD) - H
- Büro für die Reduzierung von Katastrophenrisiken (UNISDR) - H
- Ausbildungs- und Forschungsinstitut der Vereinten Nationen (UNITAR) - H
- Dienst für Antiminenprogramme (UNMAS) - B
- Forschungsinstitut für soziale Entwicklung (UNRISD) - H
- UN-Water - H
- Welternährungsprogramm der Vereinten Nationen (WFP) - H
- Washingtoner Artenschutzübereinkommen (CITES) - H

## Andere Organisationen
- Aga-Khan-Stiftung (AKF)
- CARE International (CARE)
- Europäische Rundfunkunion (EBU)
- Foundation for Innovative New Diagnostics (FIND)
- Internationale Kampagne zur Abschaffung von Atomwaffen (ICAN)
- Ökumenischer Rat der Kirchen (WCC)
- Lutherischer Weltbund (LWF)
- Médecins Sans Frontières (MSF)
- Women’s International League for Peace and Freedom (WILPF)
- Weltverband für Investitionsförderungsagenturen (WAIPA)
- Weltpfadfinderorganisation (WOSM)